# Свята Південної Кореї
Існує три види свят у Південній Кореї, а саме:
- Державні свята(кор.국경일, 國慶日)
- Дні підняття державного прапору(кор.국기게양일, 國旗揭揚日)

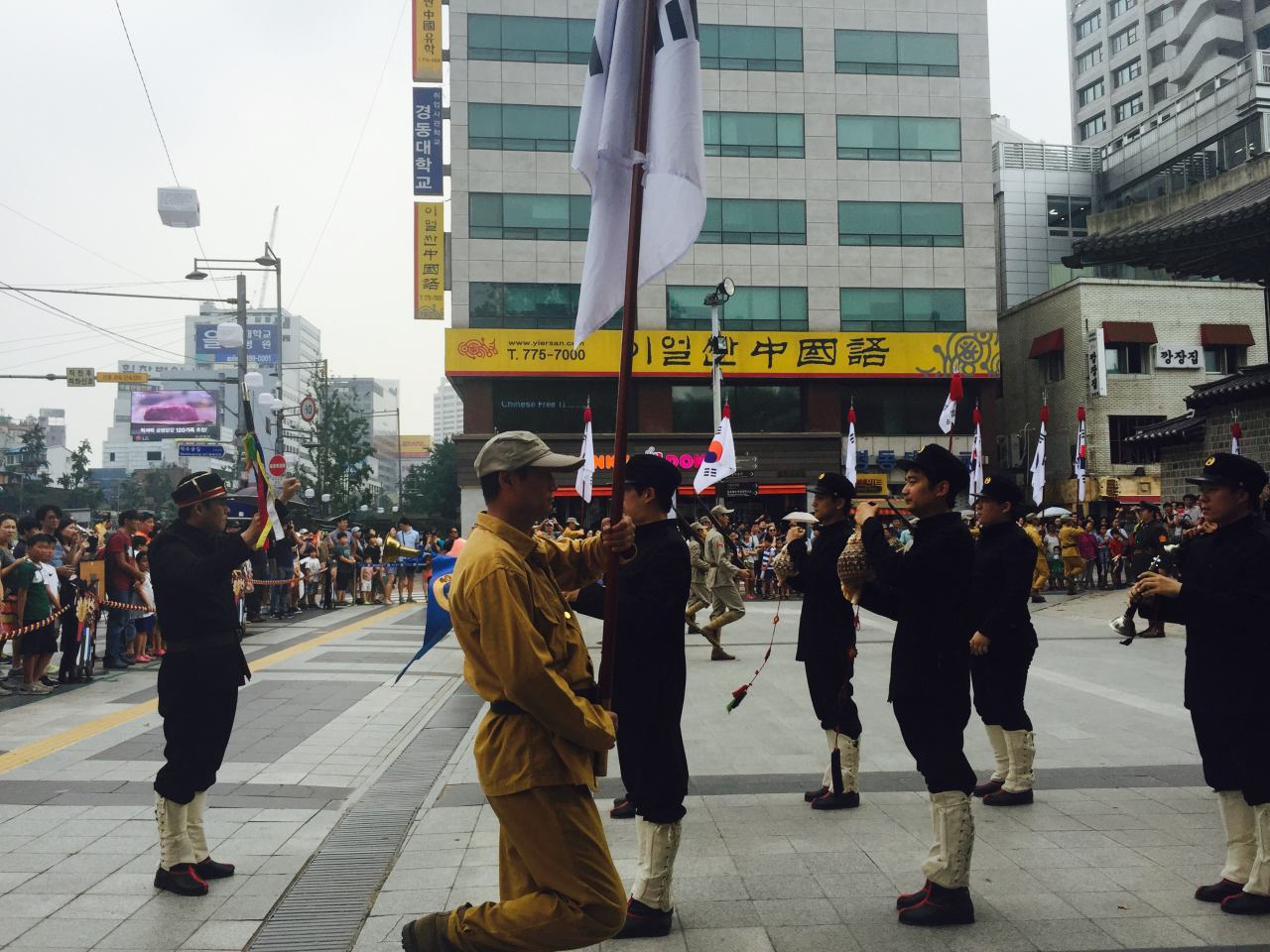
День звільнення (Південна Корея) 광복절

- Державні вихідні(кор.공휴일, 公休日)

| Дата                   | Назва                                | Назва корейською мовою | Транслітерація | Опис | Державне свято | Підняття прапору | Вихідний |
| ---------------------- | ------------------------------------ | ---------------------- | -------------- | --- | -------------- | ---------------- | -------- |
| 1 січня                | Новий рік                            | 신정                   | Сінчон         | | ні             | ні               | так      |
| 1-й день 1-ого Місяця  | Корейський Новий рік                 | 설날                   | Соллаль        | Перший день Корейського місячного календаря | ні             | ні               | 3 дні    |
| 1 березня              | День проголошення Незалежності Кореї | 3·1절 (三·一節)        | Самільчоль     | У цей день відзначається рух 1 березня 1919 року, у цей день 33 корейських націоналістів і студентів проголосили незалежність своєї країни в Сеулі. Так почався загальнонаціональний цивільний протест, який був каталізатором для створення тимчасового уряду Республіки Корея (13 квітня 1919 р.) | так            | так              | так      |
| 5 травня               | День захисту дітей                   | 어린이날               | Еорінінал      | Офіційно святкується з 1961 року. Ініціатива заснувати це свято належить дитячому письменнику Пан Джон Хвану (방정환). | ні             | ні               | так      |
| 8-й день 4-ого Місяця  | День народження Будди                | 석가탄신일             | Сокгатансініль | День народження Сіддгартхи Ґаутами | ні             | ні               | так      |
| 6 червня               | День пам'яті                         | 현충일                 | Хьончуніль     | День пам'яті про тих, хто загинув під час військової служби або за незалежність. У цей день, національна церемонія поминання проводиться в Сеульському національному цвинтарі. | ні             | приспущений      | так      |
| 17 липня               | День Конституції                     | 제헌절                 | Джехончоль     | Святкується прийняття Конституції Південної Кореї 17 липня 1948 року | так            | так              | ні       |
| 15 серпня              | День звільнення                      | 광복절                 | Кванбокчоль    | Встновлений в день капітуляції Японії в 1945 році. У цей же день у 1948 році було проголошено створення Республіки Корея(Південна Корея) | так            | так              | так      |
| 15-й день 8-ого Місяця | Чхусок                               | 추석                   | Чхусок         | День врожаю та поминання предків | ні             | ні               | 3 дні    |
| 1 жовтня               | День збройних сил                    | 국군의 날              |                | Встановлений в пам'ять про те, що 1 жовтня 1950 року під час Корейської війни збройні сили республіки Корея перетнули 38-у паралель | ні             | так              | ні       |
| 3 жовтня               | День заснування Південної Кореї      | 개천절                 | Ґечьонжьоль    | Вважається, що в цей день в 2333 рік до н. е. Тангун заснував державу Кочосон. Хоча зараз жителі Південної Кореї святкують це свято третього жовтня, проте раніше вони це робли 3-ого дня 10-ого Місяця                                                                                             | так            | так              | так      |
| 9 жовтня               | День хангилю                         | 한글날                 | Хангыллаль     | Святкується в пам'ять про те, як 9 жовтня 1446 року за наказом Сенчжона Великого була введена корейська абетка | так            | так              | так      |
| 25 грудня              | Різдво Христове                      | 크리스마스             |                | так | ні             | так              |          |